# Neodexiopsis croceafrons
Neodexiopsis croceafrons är en tvåvingeart som beskrevs av John Otterbein Snyder 1957. Neodexiopsis croceafrons ingår i släktet Neodexiopsis och familjen husflugor. Inga underarter finns listade i Catalogue of Life.